# Copa do Mundo FIFA Sub-20 de 1999
O Mundial Sub-20 de Futebol de 1999 foi disputado na Nigéria entre 3 de Abril e 24 de Abril de 1999. Esta foi a 12ª edição da competição.

## Qualificação
As 24 seleções a seguir se classificaram para o Mundial Sub-20 de 1999. A Nigéria classificou-se por ser o país-sede.
| Confederação                                   | Torneio de qualificação                 | Qualificados                                         |
| ---------------------------------------------- | --------------------------------------- | ---------------------------------------------------- |
| AFC (Asia)                                     | Campeonato Asiático Sub-20 de 1998      | Japão Cazaquistão Coreia do Sul Arábia Saudita       |
| CAF (Africa)                                   | Campeonato Africano Sub-20 de 1999      | Camarões Gana Mali Zâmbia                            |
| CONCACAF (Américas do Norte, Central e Caribe) | Campeonato Sub-20 da CONCACAF de 1998   | Costa Rica Honduras México Estados Unidos            |
| CONMEBOL (América do Sul)                      | Campeonato Sul-Americano Sub-20 de 1999 | Argentina Brasil Paraguai Uruguai                    |
| OFC (Oceania)                                  | Campeonato Sub-20 da OFC de 1998        | Austrália                                            |
| UEFA (Europa)                                  | Campeonato Europeu Sub-19 de 1998       | Croácia Inglaterra Alemanha Portugal Irlanda Espanha |
| País Anfitrião                                 | País Anfitrião                          | Nigéria                                              |

## Árbitros
Esta é a lista de árbitros e assistentes que atuaram na Copa do Mundo Sub-20 de 1999:
| Árbitros                                                            | Assistentes |
| AFC                                                                 | AFC |
| ------------------------------------------------------------------- | --- |
| CHN Jun Lu LIB Ahmad Nabil Ayad                                     | IRN Ali Khosravi MDV Mohamed Saeed SIN Visva Krishnan |
| CAF                                                                 | |
| MAR Mohamed Guezzaz TUN Mourad Daami NGA Olufunmi Orimisan Olaniyan | MAR Abdelmajid Jeddioui TUN Taoufik Adjengui RSA Carlos Henriques EGY Wagih Farag ANG Pedro Simão ZIM Brighton Mudzamiri UGA Ali Tomusange NGA James Korinjoh NGA Segun Oguntade NGA Adeshina Fatai Ishola GHA Justice Yeboah |

| Árbitros                                                                                    | Assistentes                                                             |
| OFC                                                                                         | OFC                                                                     |
| ------------------------------------------------------------------------------------------- | ----------------------------------------------------------------------- |
| AUS Simon Micallef                                                                          | AUS John Rexford Bowdler                                                |
| CONCACAF                                                                                    |                                                                         |
| CRC William Mattus                                                                          | ATG Curtis Charles                                                      |
| MEX Felipe Ramos Rizo                                                                       | TRI Haseeb Mohammed                                                     |
| CONMEBOL                                                                                    |                                                                         |
| URY Gustavo Mendez                                                                          | PER Yuri Pineda                                                         |
| BRA Carlos Simon                                                                            | PAR Miguel Giacomuzzi                                                   |
| ARG Angel Sanchéz                                                                           | CHI Héctor Escobar                                                      |
| UEFA                                                                                        |                                                                         |
| BLR Siarhei Shmolik NED Jan Wegereef DNK Claus Bo Larsen CRO Zeljko Siric ESP Arturo Ibanéz | ROU Tudor Constantinescu ISL Pjetur Sigurdsson GRE Konstantinos Lapppas |

## Fase de grupos

### Grupo A
| Seleção    | Pts | J | V | E | D | GM | GS | +/- |
| ---------- | --- | - | - | - | - | -- | -- | --- |
| Paraguai   | 6   | 3 | 2 | 0 | 1 | 5  | 6  | −1  |
| Costa Rica | 4   | 3 | 1 | 1 | 1 | 4  | 3  | +1  |
| Nigéria    | 4   | 3 | 1 | 1 | 1 | 4  | 5  | −1  |
| Alemanha   | 3   | 3 | 1 | 0 | 2 | 5  | 4  | +1  |

| 3 de abril    | Nigéria      | 1 – 1     | Costa Rica         | Lagos National Stadium, Lagos                |
| 16:00 (UTC+1) | Aghahowa 20' | Relatório | Meléndez 83' (pen) | Público: 37 500 Árbitro: BLR Siarhei Shmolik |

| 4 de abril de 1999 | Alemanha                      | 4–0       | Paraguai | National Stadium, Lagos                 |
| 16:00              | Kern 44', 60', 69' · Falk 90' | Relatório |          | Público: 2,500 Árbitro: Mohamed Guezzaz |

| 7 de abril de 1999 | Nigéria                | 2–0       | Alemanha | National Stadium, Lagos                |
| 16:00              | Shittu 69' · Garba 81' | Relatório |          | Público: 20,000 Árbitro: Ángel Sánchez |

| 7 de Abril de 1999 | Costa Rica | 1–3       | Paraguai                               | National Stadium, Lagos               |
| 19:00              | Garita 30' | Relatório | Santa Cruz 26' · Vera 50' · Cuevas 66' | Público: 18,000 Árbitro: Jan Wegereef |

| 10 de abril de 1999 | Nigéria    | 1–2       | Paraguai                     | National Stadium, Lagos               |
| 16:00               | Shittu 38' | Relatório | Fernández 9' · Maldonado 22' | Público: 25,000 Árbitro: Jan Wegereef |

| 10 de abril de 1999 | Costa Rica               | 2–1       | Alemanha | National Stadium, Lagos                |
| 19:00               | Brenes 33' · Santana 69' | Relatório | Timm 38' | Público: 22,000 Árbitro: Ángel Sánchez |

### Grupo B
| Seleção     | Pts | J | V | E | D | GM | GS | +/- |
| ----------- | --- | - | - | - | - | -- | -- | --- |
| Gana        | 7   | 3 | 2 | 1 | 0 | 5  | 1  | +4  |
| Croácia     | 5   | 3 | 1 | 2 | 0 | 6  | 2  | +4  |
| Argentina   | 4   | 3 | 1 | 1 | 1 | 1  | 1  | 0   |
| Cazaquistão | 0   | 3 | 0 | 0 | 3 | 1  | 9  | −8  |

| 4 de Abril de 1999 | Gana            | 1–1       | Croácia     | Ahmadou Bello Stadium, Kaduna   |
| 16:00              | Ofori-Quaye 68' | Relatório | Deranja 22' | Público: 16,000 Árbitro: Jun Lu |

| 4 de abril de 1999 | Argentina     | 1–0       | Cazaquistão | Ahmadou Bello Stadium, Kaduna            |
| 19:00              | Cambiasso 44' | Relatório |             | Público: 16,000 Árbitro: Claus Bo Larsen |

| 7 de abril de 1999 | Gana            | 1–0       | Argentina | Ahmadou Bello Stadium, Kaduna           |
| 16:00              | Ofori-Quaye 76' | Relatório |           | Público: 5,000 Árbitro: Claus Bo Larsen |

| 7 de Abril de 1999 | Croácia                                                                | 5–1       | Cazaquistão  | Ahmadou Bello Stadium, Kaduna  |
| 19:00              | Deranja 7' · Miladin 11' · Sabolčki 34' · Banović 79' · Bjelanović 88' | Relatório | Urazayev 67' | Público: 5,000 Árbitro: Jun Lu |

| 10 de Abril de 1999 | Gana                    | 3–0       | Cazaquistão | Ahmadou Bello Stadium, Kaduna           |
| 16:00               | Gyan 51', 69' · Adu 53' | Relatório |             | Público: 2,000 Árbitro: Claus Bo Larsen |

| 10 de Abril de 1999 | Croácia | 0–0       | Argentina | Ahmadou Bello Stadium, Kaduna  |
| 19:00               |         | Relatório |           | Público: 4,000 Árbitro: Jun Lu |

### Grupo C
| Seleção        | Pts | J | V | E | D | GM | GS | +/- |
| -------------- | --- | - | - | - | - | -- | -- | --- |
| México         | 7   | 3 | 2 | 1 | 0 | 5  | 2  | +3  |
| Irlanda        | 6   | 3 | 2 | 0 | 1 | 6  | 1  | +5  |
| Austrália      | 3   | 3 | 1 | 0 | 2 | 4  | 8  | −4  |
| Arábia Saudita | 1   | 3 | 0 | 1 | 2 | 2  | 6  | −4  |

| 4 de abril de 1999 | Austrália                                      | 3–1       | Arábia Saudita | Liberty Stadium, Ibadan                |
| 16:00              | Culina 29' · Maisano 72' · Al Garni 77' (p.b.) | Relatório | Dabo 90'       | Público: 2,000 Árbitro: Gustavo Méndez |

| 4 de abril de 1999 | México      | 1–0       | Irlanda | Liberty Stadium, Ibadan                      |
| 19:00              | Márquez 10' | Relatório |         | Público: 3,000 Árbitro: Carlos Eugênio Simon |

| 7 de abril de 1999 | Austrália      | 1–3       | México                                        | Liberty Stadium, Ibadan                    |
| 16:00              | Sterjovski 45' | Relatório | Márquez 2' · J. P. Rodríguez 58' · Osorno 83' | Público: 500 Árbitro: Carlos Eugênio Simon |

| 7 de abril de 1999 | Arábia Saudita | 0–2       | Irlanda                | Liberty Stadium, Ibadan                |
| 19:00              |                | Relatório | McPhail 42' · Duff 65' | Público: 1,000 Árbitro: Gustavo Méndez |

| 10 de abril de 1999 | Austrália | 0–4       | Irlanda                                           | Liberty Stadium, Ibadan              |
| 16:00               |           | Relatório | Sadlier 20' · Duff 73' · Healy 74' · Crossley 90' | Público: 800 Árbitro: Gustavo Méndez |

| 10 de abril de 1999 | Arábia Saudita | 1–1       | México          | Liberty Stadium, Ibadan                 |
| 19:00               | Al Saqri 37'   | Relatório | L. González 30' | Público: 2,000 Árbitro: Siarhei Shmolik |

### Grupo D
| Seleção       | Pts | J | V | E | D | GM | GS | +/- |
| ------------- | --- | - | - | - | - | -- | -- | --- |
| Mali          | 6   | 3 | 2 | 0 | 1 | 6  | 6  | 0   |
| Portugal      | 4   | 3 | 1 | 1 | 1 | 4  | 3  | +1  |
| Uruguai       | 4   | 3 | 1 | 1 | 1 | 2  | 2  | 0   |
| Coreia do Sul | 3   | 3 | 1 | 0 | 2 | 5  | 6  | −1  |

| 5 de abril de 1999 | Uruguai       | 1–2       | Mali                   | Nnamdi Azikiwe Stadium, Enugu         |
| 16:00              | Chevantón 65' | Relatório | Camara 51' · Dissa 90' | Público: 16,000 Árbitro: Zeljko Siric |

| 5 de abril de 1999 | Coreia do Sul | 1–3       | Portugal                                          | Nnamdi Azikiwe Stadium, Enugu             |
| 19:00              | Kim K.H. 37'  | Relatório | Ricardo Sousa 27' · Simão Sabrosa 85', 65' (pen.) | Público: 10,000 Árbitro: Ahmad Nabil Ayad |

| 8 de abril de 1999 | Uruguai      | 1–0       | Coreia do Sul | Nnamdi Azikiwe Stadium, Enugu        |
| 16:00              | Chevantón 3' | Relatório |               | Público: 6,000 Árbitro: Zeljko Siric |

| 8 de abril de 1999 | Mali                                  | 2–1       | Portugal        | Nnamdi Azikiwe Stadium, Enugu            |
| 19:00              | Am. Coulibaly 15' (pen.) · Ndiaye 45' | Relatório | Paulo Costa 55' | Público: 6,000 Árbitro: Ahmad Nabil Ayad |

| 11 de abril de 1999 | Uruguai | 0–0       | Portugal | Nnamdi Azikiwe Stadium, Enugu                      |
| 16:00               |         | Relatório |          | Público: 4,000 Árbitro: Olufunmi Orimisan Olaniyan |

| 11 de abril de 1999 | Mali                     | 2–4       | Coreia do Sul                                    | Nnamdi Azikiwe Stadium, Enugu        |
| 19:00               | Dissa 57' · Bagayoko 60' | Relatório | Seol K.H. 3', 35' · Na 22' (pen.) · Lee D.G. 69' | Público: 4,000 Árbitro: Zeljko Siric |

### Grupo E
| Seleção        | Pts | J | V | E | D | GM | GS | +/- |
| -------------- | --- | - | - | - | - | -- | -- | --- |
| Japão          | 6   | 3 | 2 | 0 | 1 | 6  | 3  | +3  |
| Estados Unidos | 6   | 3 | 2 | 0 | 1 | 5  | 4  | +1  |
| Camarões       | 6   | 3 | 2 | 0 | 1 | 4  | 4  | 0   |
| Inglaterra     | 0   | 3 | 0 | 0 | 3 | 0  | 4  | −4  |

| 5 de abril de 1999 | Camarões       | 2–1       | Japão        | Sani Abacha Stadium, Kano               |
| 16:00              | Komol 72', 89' | Relatório | Takahara 51' | Público: 12,000 Árbitro: William Mattus |

| 5 de abril de 1999 | Inglaterra | 0–1       | Estados Unidos | Sani Abacha Stadium, Kano             |
| 19:00              |            | Relatório | Califf 12'     | Público: 19,000 Árbitro: Mourad Daami |

| 8 de abril de 1999 | Camarões          | 1–0       | Inglaterra | Sani Abacha Stadium, Kano               |
| 16:00              | Cooper 63' (g.c.) | Relatório |            | Público: 12,000 Árbitro: William Mattus |

| 8 de abril de 1999 | Japão                                             | 3–1       | Estados Unidos | Abubarkar Tafawa Balewa Stadium, Bauchi      |
| 19:00              | Downing 10' (g.c.) · Takahara 51' · Ogasawara 85' | Relatório | Futagaki 74'   | Público: 9,000 Árbitro: Arturo Dauden Ibáñez |

| 11 de abril de 1999 | Camarões  | 1–3       | Estados Unidos                    | Abubarkar Tafawa Balewa Stadium, Bauchi      |
| 16:00               | Kioyo 63' | Relatório | Twellman 38', 79' · Bocanegra 57' | Público: 9,000 Árbitro: Arturo Dauden Ibáñez |

| 11 de abril de 1999 | Japão                  | 2–0       | Inglaterra | Abubarkar Tafawa Balewa Stadium, Bauchi |
| 19:00               | Ishikawa 39' · Ono 48' | Relatório |            | Público: 9,000 Árbitro: Mourad Daami    |

### Grupo F
| Seleção  | Pts | J | V | E | D | GM | GS | +/- |
| -------- | --- | - | - | - | - | -- | -- | --- |
| Espanha  | 7   | 3 | 2 | 1 | 0 | 5  | 1  | +4  |
| Brasil   | 6   | 3 | 2 | 0 | 1 | 8  | 3  | +5  |
| Zâmbia   | 4   | 3 | 1 | 1 | 1 | 5  | 8  | −3  |
| Honduras | 0   | 3 | 0 | 0 | 3 | 4  | 10 | −6  |

| 5 de abril de 1999 | Zâmbia                                      | 4–3       | Honduras                    | Calabar                           |
|                    | Makayi 19' · Makufi 44', 55' · Mbambara 72' | Relatório | Suazo 9' · de León 41', 74' | Público: 12,000 Árbitro: Micallef |

| 5 de abril de 1999 | Espanha        | 2–0       | Brasil | Calabar                        |
|                    | Gabri 15', 33' | Relatório |        | Público: 12,000 Árbitro: Ramos |

| 8 de abril de 1999 | Zâmbia | 0–0       | Espanha | Calabar                       |
|                    |        | Relatório |         | Público: 8,000 Árbitro: Ramos |

| 8 de abril de 1999 | Honduras | 0–3       | Brasil                       | Port Harcourt                     |
|                    |          | Relatório | Edu 36', 80' · Matuzalem 41' | Público: 16,000 Árbitro: Olaniyan |

| 11 de abril de 1999 | Zâmbia      | 1–5       | Brasil                                                                                    | Port Harcourt                     |
|                     | Sinkala 39' | Relatório | Ronaldinho 27' · Fábio Aurélio 45' · Fernando Baiano 65' · Mancini 69' · Rodrigo Gral 80' | Público: 16,000 Árbitro: Micallef |

| 11 de abril de 1999 | Honduras  | 1–3       | Espanha                            | Port Harcourt                    |
|                     | Oliva 76' | Relatório | Pablo 10' · Varela 26' · Rubén 31' | Público: 16,000 Árbitro: Guezzaz |

### Os quatro melhores terceiros colocados
| Seleção    | Pts | J | V | E | D | GM | GS | +/- |
| ---------- | --- | - | - | - | - | -- | -- | --- |
| Camarões   | 6   | 3 | 2 | 0 | 1 | 4  | 4  | 0   |
| Uruguai    | 4   | 3 | 1 | 1 | 1 | 2  | 2  | 0   |
| Argentina  | 4   | 3 | 1 | 1 | 1 | 1  | 1  | 0   |
| Costa Rica | 4   | 3 | 1 | 1 | 1 | 4  | 5  | −1  |
| Zâmbia     | 4   | 3 | 1 | 1 | 1 | 5  | 8  | −3  |
| Austrália  | 3   | 3 | 1 | 0 | 2 | 2  | 4  | −2  |

## Fases finais
|  | Oitavas de final            | Oitavas de final     |                      |      | Quartas de final | Quartas de final |                     |                     | Semifinais | Semifinais |  |  | Final | Final |
|  |                             |                      |                      |      |                  |                  |                     |                     |            |            |  |  |       |       |
|  | 15 de abril - Enugu         |                      |                      |      |                  |                  |                     |                     |            |            |  |  |       |       |
|  |                             |                      |                      |      |                  |                  |                     |                     |            |            |  |  |       |       |
|  | Mali (a.p.)                 | 5                    |                      |      |                  |                  |                     |                     |            |            |  |  |       |       |
|  | Mali (a.p.)                 | 5                    | 18 de Abril - Enugu  |      |                  |                  |                     |                     |            |            |  |  |       |       |
|  | Camarões                    | 4                    |                      |      |                  |                  |                     |                     |            |            |  |  |       |       |
|  | Camarões                    | 4                    | Mali                 | 3    |                  |                  |                     |                     |            |            |  |  |       |       |
|  | 14 de abril - Kano          |                      | Mali                 | 3    |                  |                  |                     |                     |            |            |  |  |       |       |
|  |                             | Nigéria              | 1                    |      |                  |                  |                     |                     |            |            |  |  |       |       |
|  | Irlanda                     | Nigéria              | 1                    | 1(3) |                  |                  |                     |                     |            |            |  |  |       |       |
|  | Irlanda                     |                      | 21 de abril - Kaduna | 1(3) |                  |                  |                     |                     |            |            |  |  |       |       |
|  | Nigéria (g.p.)              | 1(5)                 |                      |      |                  |                  |                     |                     |            |            |  |  |       |       |
|  | Nigéria (g.p.)              | 1(5)                 | Mali                 | 1    |                  |                  |                     |                     |            |            |  |  |       |       |
|  | 15 de abril - Port Harcourt |                      | Mali                 | 1    |                  |                  |                     |                     |            |            |  |  |       |       |
|  |                             | Espanha              | 3                    |      |                  |                  |                     |                     |            |            |  |  |       |       |
|  | Espanha                     | Espanha              | 3                    | 3    |                  |                  |                     |                     |            |            |  |  |       |       |
|  | Espanha                     | 18 de Abril - Kaduna |                      | 3    |                  |                  |                     |                     |            |            |  |  |       |       |
|  | Estados Unidos              | 2                    |                      |      |                  |                  |                     |                     |            |            |  |  |       |       |
|  | Estados Unidos              | 2                    | Espanha (g.p.)       | 1(8) |                  |                  |                     |                     |            |            |  |  |       |       |
|  | 14 de abril - Kaduna        |                      | Espanha (g.p.)       | 1(8) |                  |                  |                     |                     |            |            |  |  |       |       |
|  |                             | Gana                 | 1(7)                 |      |                  |                  |                     |                     |            |            |  |  |       |       |
|  | Gana                        | Gana                 | 1(7)                 | 2    |                  |                  |                     |                     |            |            |  |  |       |       |
|  | Gana                        |                      | 24 de abril - Lagos  | 2    |                  |                  |                     |                     |            |            |  |  |       |       |
|  | Costa Rica                  | 0                    |                      |      |                  |                  |                     |                     |            |            |  |  |       |       |
|  | Costa Rica                  | 0                    | Espanha              | 4    |                  |                  |                     |                     |            |            |  |  |       |       |
|  | 14 de abril - Lagos         |                      | Espanha              | 4    |                  |                  |                     |                     |            |            |  |  |       |       |
|  |                             | Japão                | 0                    |      |                  |                  |                     |                     |            |            |  |  |       |       |
|  | Paraguai                    | Japão                | 0                    | 2(9) |                  |                  |                     |                     |            |            |  |  |       |       |
|  | Paraguai                    | 18 de Abril - Lagos  |                      | 2(9) |                  |                  |                     |                     |            |            |  |  |       |       |
|  | Uruguai (g.p.)              | 2(10)                |                      |      |                  |                  |                     |                     |            |            |  |  |       |       |
|  | Uruguai (g.p.)              | 2(10)                | Uruguai              | 2    |                  |                  |                     |                     |            |            |  |  |       |       |
|  | 14 de abril - Calabar       |                      | Uruguai              | 2    |                  |                  |                     |                     |            |            |  |  |       |       |
|  |                             | Brasil               | 1                    |      |                  |                  |                     |                     |            |            |  |  |       |       |
|  | Brasil                      | Brasil               | 1                    | 4    |                  |                  |                     |                     |            |            |  |  |       |       |
|  | Brasil                      |                      | 21 de abril - Lagos  | 4    |                  |                  |                     |                     |            |            |  |  |       |       |
|  | Croácia                     | 0                    |                      |      |                  |                  |                     |                     |            |            |  |  |       |       |
|  | Croácia                     | 0                    | Uruguai              | 1    |                  |                  |                     |                     |            |            |  |  |       |       |
|  | 15 de abril - Bauchi        |                      | Uruguai              | 1    |                  |                  |                     |                     |            |            |  |  |       |       |
|  |                             | Japão                | 2                    |      | Terceiro lugar   | Terceiro lugar   |                     |                     |            |            |  |  |       |       |
|  | Japão (g.p.)                | Japão                | 2                    | 1(5) | Terceiro lugar   | Terceiro lugar   |                     |                     |            |            |  |  |       |       |
|  | Japão (g.p.)                | 18 de Abril - Ibadan | 18 de Abril - Ibadan | 1(5) |                  |                  | 24 de abril - Lagos | 24 de abril - Lagos |            |            |  |  |       |       |
|  | Portugal                    | 18 de Abril - Ibadan | 18 de Abril - Ibadan | 1(4) |                  |                  | 24 de abril - Lagos | 24 de abril - Lagos |            |            |  |  |       |       |
|  | Portugal                    | Japão                | 2                    | 1(4) | Mali             | 1                |                     |                     |            |            |  |  |       |       |
|  | 15 de abril - Ibadan        | Japão                | 2                    |      | Mali             | 1                |                     |                     |            |            |  |  |       |       |
|  |                             | México               | 0                    |      | Uruguai          | 0                |                     |                     |            |            |  |  |       |       |
|  | México                      | México               | 0                    | 4    | Uruguai          | 0                |                     |                     |            |            |  |  |       |       |
|  | México                      |                      |                      | 4    |                  |                  |                     |                     |            |            |  |  |       |       |
|  | Argentina                   | 1                    |                      |      |                  |                  |                     |                     |            |            |  |  |       |       |
|  | Argentina                   | 1                    |                      |      |                  |                  |                     |                     |            |            |  |  |       |       |

### Oitavos-finais
| 14 de abril de 1999 | Irlanda     | 1–1 (a.p.) (3–5 g.p.) | Nigéria    | Sani Abacha Stadium, Kano       |
| 16:00               | Sadlier 35' | Relatório             | Ikedia 70' | Público: 20,000 Árbitro: Jun Lu |

| 14 de abril de 1999 | Gana                          | 2–0       | Costa Rica | Ahmadou Bello Stadium, Kaduna                |
| 16:00               | Afriyie 18' · Ofori-Quaye 82' | Relatório |            | Público: 1,000 Árbitro: Arturo Dauden Ibáñez |

| 14 de abril de 1999 | Paraguai                   | 2–2 (pro) (9–10 pen.) | Uruguai                    | National Stadium, Lagos                   |
| 19:00               | Santa Cruz 62' (pen.), 86' | Relatório             | Chevantón 32' · Forlán 49' | Público: 1,500 Árbitro: Felipe Ramos Rizo |

| 14 de abril de 1999 | Brasil                                                            | 4–0       | Croácia | U.J. Esuene Stadium, Calabar                                |
| 19:00               | Ronaldinho 21' (pen.), 45' · Fernando Baiano 48' (pen.) · Edu 68' | Relatório |         | Público: 12,000 Árbitro: Ahmad Nabil Ayad Predefinição:LYBb |

| 15 de abril de 1999 | Japão    | 1–1 (pro) (5–4 pen.) | Portugal          | Abubarkar Tafawa Balewa Stadium, Bauchi |
| 16:00               | Endo 48' | Relatório            | Marco Claudio 80' | Público: 8,000 Árbitro: Mohamad Guezzaz |

| 15 de abril de 1999 | Espanha                   | 3–2       | Estados Unidos    | Liberation Stadium, Port Harcourt             |
| 16:00               | Pablo 15', 32' · Xavi 19' | Relatório | Twellman 49', 90' | Público: 15,600 Árbitro: Carlos Eugênio Simon |

| 15 de abril de 1999 | México                                                               | 4–1       | Argentina    | Liberty Stadium, Ibadan                  |
| 19:00               | Osorno 52' · E. Rodríguez 55' · J.P. Rodríguez 67' · L. González 88' | Relatório | Galletti 41' | Público: 16,000 Árbitro: Siarhei Shmolik |

| 15 de abril de 1999 | Mali                                                    | 5–4 (pro) | Camarões                               | Nnamdi Azikiwe Stadium, Enugu         |
| 19:00               | Ndiaye 9' · Bagayoko 67' · Camara 83' · Dissa 90', 104' | Relatório | Komol 10', 74' · Mbami 23' · Kioyo 26' | Público: 4,000 Árbitro: Ángel Sánchez |

### Quartos-finais
| 18 de abril de 1999 | Uruguai                          | 2–1       | Brasil              | National Stadium, Lagos               |
| 16:00               | Anchen 44' · Canobbio 86' (pen.) | Relatório | Fernando Baiano 27' | Público: 10,000 Árbitro: Mourad Daami |

| 18 de abril de 1999 | Mali                         | 3–1       | Nigéria   | Nnamdi Azikiwe Stadium, Enugu           |
| 16:00               | Bagayoko 1', 72' · Diarra 4' | Relatório | Garba 17' | Público: 22,000 Árbitro: Sergei Shmolik |

| 18 de abril de 1999 | Japão                 | 2–0       | México | Liberty Stadium, Ibadan                  |
| 19:00               | Motoyama 4' · Ono 24' | Relatório |        | Público: 17,000 Árbitro: Claus Bo Larsen |

| 18 de abril de 1999 | Espanha            | 1–1 (pro) (8–7 pen.) | Gana            | Ahmadou Bello Stadium, Kaduna           |
| 19:00               | Barkero 54' (pen.) | Relatório            | Ofori-Quaye 90' | Público: 19,000 Árbitro: William Mattus |

### Semi-finais
| 21 de abril de 1999 | Mali      | 1–3       | Espanha                   | Ahmadou Bello Stadium, Kaduna  |
| 16:00               | Dissa 52' | Relatório | Varela 2', 26' · Xavi 90' | Público: 6,000 Árbitro: Jun Lu |

| 21 de abril de 1999 | Uruguai       | 1–2       | Japão                    | National Stadium, Lagos                |
| 19:00               | Chevantón 24' | Relatório | Takahara 23' · Nagai 35' | Público: 8,000 Árbitro: Simon Micallef |

### Disputa pelo terceiro lugar
| 24 de abril | Uruguai | 0 – 1     | Mali      | National Stadium, Lagos                   |
| 14:00       |         | Relatório | Keita 30' | Público: 38 000 Árbitro: CRO Zeljko Siric |

### Final
| 24 de abril | Japão | 0 – 4     | Espanha                                 | National Stadium, Lagos                    |
| 17:00       |       | Relatório | Barkero 5' · Pablo 14', 30' · Gabri 51' | Público: 38 000 Árbitro: ARG Ángel Sánchez |

## Premiação
| Copa do Mundo FIFA Sub-20 de 1999 |
| Espanha                           |
| --------------------------------- |
| ESPANHA Campeã (1º título)        |

| Chuteira de Ouro      | Chuteira de Prata   | Chuteira de Bronze                    |
| --------------------- | ------------------- | ------------------------------------- |
| ESP Pablo Couñago     | MLI Mahamadou Dissa | CMR Gaspard Komol USA Taylor Twellman |
| Bola de Ouro          | Bola de Prata       | Bola de Bronze                        |
| MLI Seydou Keita      | NGR Pius Ikedia     | ESP Pablo Couñago                     |
| Troféu FIFA Fair Play |                     |                                       |
| Croácia               |                     |                                       |

Fonte: